# Leptothorax anodontoides
Leptothorax anodontoides är en myrart som beskrevs av Gennady M. Dlussky och Svyatoslav Igorevich Zabelin 1985. Leptothorax anodontoides ingår i släktet smalmyror, och familjen myror. Inga underarter finns listade i Catalogue of Life.